# Affi
Affi (Afi in veneto) è un comune italiano di 2 500 abitanti della provincia di Verona in Veneto.

## Geografia fisica

### Territorio
Affi dista circa 30 chilometri a nord-ovest dal capoluogo. Il paese è situato a 191 metri sul livello del mare e sorge ai piedi del Monte Moscal che, con i suoi 427 metri di altitudine, domina la parte sud del Lago di Garda ed è il massiccio che si pone in contrapposizione al Monte Baldo; è lambito dal torrente Tasso, un affluente di destra del fiume Adige. È da sempre chiave di accesso alla parte centrale del lago di Garda.
Una volta era stazione della dismessa linea ferroviaria Verona-Caprino e ora è uscita del casello dell'Autostrada A22 Modena- Brennero che permette l'accesso al lago di Garda, inserendosi direttamente a Garda, per i turisti tedeschi e del nord Europa. All'inizio del 2016 la casa automobilistica californiana Tesla ha aperto in prossimità del casello autostradale una stazione della rete Supercharger europea per la ricarica veloce (mediamente 100 km/10 minuti) delle omonime automobili elettriche che permette, grazie alla posizione di Affi, a utenti italiani ed europei di proseguire il viaggio da e per il Brennero.

## Storia
Il nome deriva dal longobardo o dal germanico Affa forse indicante la costituzione di una arimannia. I primi documenti che citano il paese sono del IX secolo. In quel periodo venne costruita una torre in pietra da difesa durante le invasioni degli Ungari.
Nell'XI-XII secolo la zona divenne feudo dell'abbazia di San Zeno di Verona con il nome di Castelnuovo dell'Abate, così chiamato per un castello appena costruito nei pressi di Incaffi. In quel periodo fu costruita una pieve. Nel 1260 il Comune si diede uno Statuto rurale, il cui documento, composto di 92 articoli che regolamentavano la vita di quel periodo, è giunto integralmente fino a noi. Sul luogo dell'antica chiesetta dell'XI secolo fu costruita nel 1761 l'attuale chiesa parrocchiale su disegno dell'architetto Lodovito Perini.
Il nucleo antico del borgo è caratterizzato dalla presenza di piccole case costruite con i seregni, dei ciottoli arrotondati col passar del tempo dal ghiacciaio dell'Adige.
Dopo la fine della seconda guerra mondiale, nell'ambito della guerra fredda, si decise di scavare una "cittadella sotterranea" nel monte Moscal, la West Star.

### Simboli
Lo stemma e il gonfalone sono stati concessi con DPR del 25 giugno 1953.
Il gonfalone è un drappo partito d'azzurro e di rosso.

## Società

### Evoluzione demografica
Abitanti censiti

## Luoghi d'interesse

### Architetture religiose
- Chiesa di Sant'Andrea - XII secolo
- Chiesa parrocchiale San Pietro in Vincoli - XVIII secolo. 
Sul luogo dell'antica chiesetta del sec. XI fu edificata tra il 1749 ed il 1761 l'attuale chiesa parrocchiale su disegno dell'architetto Lodovito Perini dove la pala d'altare dei Santi Antonio da Padova, Vincenzo Ferrer e Bovo in adorazione del Sacro Cuore è stata attribuita a Giovanni Ghirlandini.
- Chiesa di S.Bartolomeo alla Caorsa - XIII secolo

### Ville
Le ville di Affi sono legate in alcuni casi a personaggi storici che scelsero Affi per trascorrere gli ultimi anni della propria vita.
- Villa Fracastoro - XVI secolo

Risale al Cinquecento ed è situata in posizione panoramica nelle vicinanze di Incaffi. Importante all'interno lo studio di Girolamo Fracastoro, che nella villa ospitò importanti personaggi come Pietro Bembo e forse anche l'imperatore Carlo V. Nel Settecento venne costruita la parte destra della villa. Il Fracastoro fu medico, filosofo e letterato
- Villa Poggi - XVII secolo

La villa fu ristrutturata nel XVII secolo dalla famiglia Da Persico, che le fece dare l'aspetto attuale. Il grandi porticati laterali, invece, furono aggiunti nei primi decenni dell'Ottocento, portando la lunghezza totale a 140 metri. La famiglia Poggi, che acquistò la villa nel 1870, trasformò il giardino all'italiana in un grande parco (11 ettari) nel quale vennero piantate numerose piante esotiche.
- Villa da Persico - XVIII secolo

Villa del XVIII secolo, in parte su progetto dell'architetto Ignazio Pellegrini. L'edificio ospita attualmente la Fondazione Elena Da Persico. Dipende dalla Curia Vescovile di Verona. In un salone si trovano grandi affreschi che rappresentano il Lago di Garda. Nel parco sorge una cappella del 1972-73 dell'architetto Fausto Buontempi in cui la luce interna proviene dall'alto, degradando verso l'altare, alle cui spalle si apre una vetrata sui fiori del giardino. Nella "barchessa" è stata sistemata la biblioteca della scrittrice Elena Da Persico.

### Fortificazioni
- Castello Incaffi, costruito intorno all'XI secolo. Diede il nome al feudo dell'Abbazia di San Zeno di Verona. Il feudo si chiamò Castelnuovo dell'abate.
- Il Sito West Star, bunker militare del Comando Forze Terrestri Alleate del Sud Europa della NATO stanziato a Verona.
- Sul Monte Moscal località osservatorio (ancora da Napoleone), su iniziativa di un Alpino, è stata installata una bandiera italiana in occasione del 150º anniversario dell'Unità d'Italia.

## Cultura

### Eventi
- Festa Medievale (2025 XXV edizione) nel borgo antico il secondo fine settimana di giugno. https://www.affimedievale.it/
- Festa di San Luigi Weekend di Ferragosto
- Sagra di San Bartolomeo 24 agosto, con fiera del bestiame
- Festa del Fusto L'ultima settimana di giugno, organizzata dall'associazione "IRADIA"

## Economia
Da una fase prettamente agricola, Affi ha cambiato radicalmente la sua struttura economica intorno al casello dell'autostrada del Brennero. La vicinanza del Lago di Garda e del Trentino-Alto Adige, regione dove gli esercizi commerciali solitamente rispettano il riposo domenicale, ha permesso la costruzione di più centri commerciali. Intorno al casello e ad altre vie di comunicazione si sono insediate strutture direzionali e depositi di molte aziende. Il comune resta, comunque, un buon produttore di vino.

## Amministrazione
| Periodo      | Periodo      | Primo cittadino    | Partito                             | Carica  | Note   |
| ------------ | ------------ | ------------------ | ----------------------------------- | ------- | ------ |
| maggio 1988  | giugno 1993  | Lorenzo Fracchetti | Democrazia Cristiana                | Sindaco | [ 10 ] |
| giugno 1993  | aprile 1997  | Lorenzo Fracchetti | Democrazia Cristiana                | Sindaco | [ 11 ] |
| aprile 1997  | maggio 2001  | Carla De Beni      | Lista civica                        | Sindaco | [ 12 ] |
| maggio 2001  | maggio 2006  | Carla De Beni      | Lista civica                        | Sindaco | [ 13 ] |
| maggio 2006  | maggio 2011  | Roberto Bonometti  | Lista civica                        | Sindaco | [ 14 ] |
| maggio 2011  | giugno 2016  | Roberto Bonometti  | Lista civica "Futuro Insieme"       | Sindaco | [ 15 ] |
| giugno 2016  | ottobre 2021 | Roberto Bonometti  | Lista civica "Futuro Insieme"       | Sindaco | [ 16 ] |
| ottobre 2021 | in carica    | Marco Giacomo Sega | Lista civica "Affi Progetto Futuro" | Sindaco |        |

Il comune fa parte del movimento patto dei sindaci